# Wirus zapalenia wątroby typu A

Duże i małe ryzyko

Wirus zapalenia wątroby typu A, HAV (z ang. Hepatitis A Virus, oficjalna nazwa Hepatowirus A) – ssRNA wirus z rodziny Picornaviridae. HAV jest wirusem o średnicy 27 nm i symetrii ikosaedralnej. Znany jest jeden serotyp tego wirusa. HAV jest przyczyną wirusowego zapalenia wątroby typu A, tzw. żółtaczki pokarmowej.

## Zakażenie
Do zakażenia dochodzi na drodze oralno-fekalnej przez przewód pokarmowy; przez kontakt z chorym lub poprzez spożywanie zakażonych produktów żywnościowych (epidemie mleczne, wodne itp.). Poza tym zakażenie może rozwinąć się po kontaktach seksualnych z chorym i drogą krwi (najczęściej u osób stosujących dożylne środki odurzające).
Na uwagę zasługuje fakt, że HAV może przez długi czas utrzymywać się w środowisku przy dużej wilgotności. Czas wylęgania 2-6 tygodni (średnio 28 dni).
Wirus namnaża się najpierw w przewodzie pokarmowym, następnie dochodzi do wiremii, po czym (prawdopodobnie) dochodzi do zakażenia wątroby i powstania objawów chorobowych. W wyniku tego zakażenia dochodzi do zapalenia wątroby.

## Objawy
Objawy wywoływane przez wirusa to osłabienie, senność, bóle głowy, brak apetytu, wstręt do potraw tłustych, czasami gorączka, pod koniec pobolewanie wątroby, żołądka.

## Profilaktyka
Profilaktycznie przeciw WZW A stosuje się szczepienia ochronne; szczepienia są szczególnie zalecane dla osób podróżujących po świecie. Niemniej, najważniejszym sposobem zapobiegania rozpowszechnianiu się HAV jest higiena.
Dostępne w Polsce szczepionki monowalentne:
- AVAXIM 160 U
- Havrix 720 Junior
- Havrix Adult

Szczepionki poliwalentne:
- Twinrix – WZW A i WZW B

## Rozpoznanie
Wirusa można wykryć za pomocą testu ELISA lub innych metod, wykorzystujących swoiste względem wirusa przeciwciała. Dodatkowo można wykorzystać testy na stężenie bilirubiny oraz transaminaz (ich wyższe stężenie świadczy o chorobach wątroby).